# Condado de Washington (Minnesota)

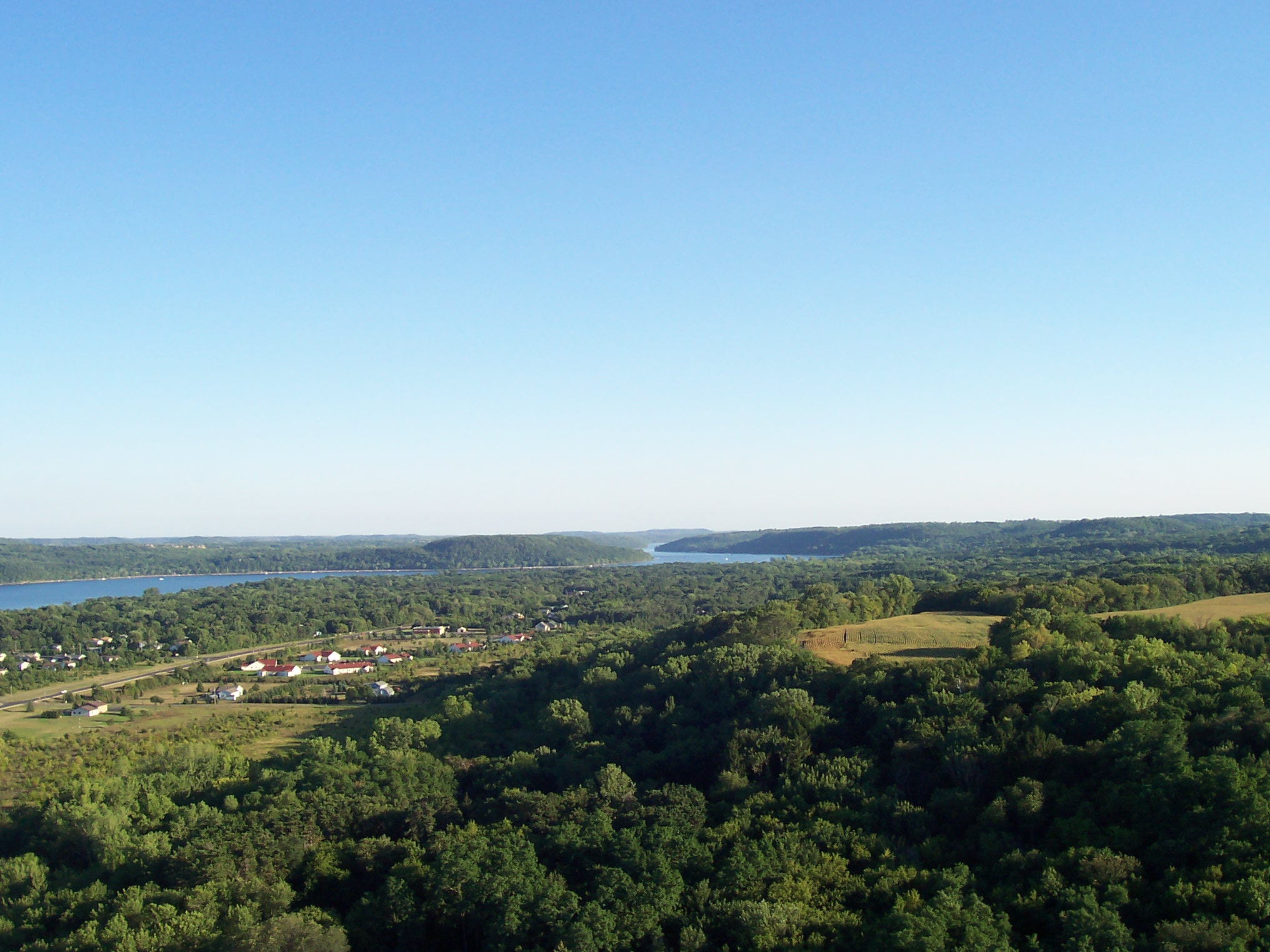
Vista del Saint Croix National Scenic Riverway.

El condado de Washington (en inglés: Washington County), fundado en 1849 y con nombre en honor al presidente George Washington, es un condado del estado estadounidense de Minnesota. En el año 2000 tenía una población de 201.130 habitantes con una densidad de población de 183,5 personas por km². La sede del condado es Stillwater, aunque la ciudad más poblada es Woodbury. El condado forma parte del área metropolitana de Minneapolis–Saint Paul.

## Geografía
Según la oficina del censo el condado tiene una superficie total de 1096 km² (423,2 mi²), de los que 1014 km² (391,5 mi²) son tierra y 81 km² (31,3 mi²) (7,43%) son agua.

## Condados adyacentes
- Condado de Chisago - norte
- Condado de Polk - noreste
- Condado de St. Croix - este
- Condado de Pierce - sureste
- Condado de Dakota - suroeste
- Condado de Ramsey - oeste
- Condado de Anoka - noroeste

### Principales carreteras y autopistas
| - Interestatal 35 - Interestatal 94 - Interestatal 494 - Interestatal 694 - U.S. Autopista 8 - U.S. Autopista 10 - U.S. Autopista 12 - U.S. Autopista 61 | - Carretera estatal 5 - Carretera estatal 36 - Carretera estatal 95 - Carretera estatal 96 - Carretera estatal 97 - Carretera estatal 100 - Carretera estatal 244 |

### Espacios protegidos
En este condado se encuentra parte del área recreativa nacional del río Mississippi, así como del Saint Croix National Scenic Riverway.

## Demografía
Según el censo del 2000 la renta per cápita media de los habitantes del condado era de 66.305 dólares y el ingreso medio de una familia era de 74.576 dólares. En el año 2000 los hombres tenían unos ingresos anuales 49.815 dólares frente a los 33.804 dólares que percibían las mujeres. El ingreso por habitante era de 28.148 dólares y alrededor de un 2,90% de la población estaba bajo el umbral de pobreza nacional.

## Ciudades y pueblos
| - Afton - Bayport - Birchwood Village - Cottage Grove - Dellwood - Forest Lake - Grant - Hastings † - Hugo - Lake Elmo - Lake St. Croix Beach - Lakeland Shores - Lakeland | - Landfall - Mahtomedi - Marine on St. Croix - Newport - Oak Park Heights - Oakdale - Pine Springs - Scandia - St. Marys Point - St. Paul Park - Stillwater - Willernie - White Bear Lake ‡ - Woodbury |